# Les quatre barres de la senyera catalana
Les quatre barres de la senyera catalana (o simplement Les quatre barres) és una escultura de l'arquitecte català Ricard Bofill i Leví. L'escultura, que va ser inaugurada l'1 de setembre de 2009, es troba a la Plaça de la Rosa dels Vents, 1, al costat de l'Hotel Vela.
Es tracta d'una representació de marbre de la senyera, un símbol vexil·lològic que es basa en l'escut d'armes de la Corona d'Aragó, que consistia en 4 barres vermelles en un fons daurat. Aquest escut d'armes, sovint anomenat barres d'Aragó, o simplement les quatre barres, han representat històricament la Corona d'Aragó.
La imatge que encapçala l'article va ser guanyadora del concurs europeu Wiki Loves Public Art 2013, en què hi van participar gairebé deu mil imatges. El jurat va valorar la bona composició i la il·luminació de la imatge que simple, brillant i equilibrada captura l'esperit de Barcelona.

## Galeria
- Perfil esquerre
- Escultura amb l'Hotel Vela al fons
- Perfil dret
- Les quatre barres des de baix